# Astragalus tribulifolius
Astragalus tribulifolius är en ärtväxtart som beskrevs av Aleksandr Andrejevitj Bunge. Astragalus tribulifolius ingår i släktet vedlar, och familjen ärtväxter.

## Underarter
Arten delas in i följande underarter:
- A. t. pauciflorus
- A. t. tribulifolius